# 해남 미황사 대웅전
해남 미황사 대웅전(海南 美黃寺 大雄殿)은 대한민국 전라남도 해남군, 미황사에 있는 불전이다. 1988년 4월 1일 대한민국의 보물 제947호로 지정되었다.

## 개요
달마산 기슭에 자리잡은 미황사는 대한민국 육지 가장 남쪽에 있는 절이다. 미황사 사적비에 따르면 통일신라 경덕왕 8년(749)에 처음 지었다고 한다. 그 뒤 임진왜란으로 불탄 것을 조선 선조 31년(1598)에 다시 지었고, 영조 30년(1754)에 수리하였다고 한다.
석가모니 불상을 모시고 있는 대웅전은 앞면 3칸·옆면 3칸 규모의 건물로, 지붕은 옆면에서 볼 때 여덟 팔(八)자 모양을 한 팔작지붕이다. 주춧돌은 앞면 4개와 옆면 2개를 특이하게 연꽃무늬에 자라, 게 따위를 조각한 돌을 사용하였으며 나머지는 자연석을 썼다. 지붕 처마를 받치기 위해 장식하여 짜은 구조가 기둥 위와 기둥 사이에도 있는 다포 양식으로 꾸몄다. 천장은 우물 정(井)자 모양으로 천장 속을 가리고 있는 형식인데 가운데에 불교어인 ‘범(梵)’를 선명하게 새겨 놓았다.
미황사 뒷산에는 ‘토말(土末)’이라고 쓰여진 비석이 있는데 대한민국 육지의 끝을 표시한 것이다.

## 같이 보기
- 미황사

## 참고 자료
- 해남 미황사 대웅전 - 국가유산청 국가유산포털